# Skirroceras
Skirroceras es un género de amonita de la familia Stephanoceratidae. Estos carnívoros de natación rápida vivieron durante el período Jurásico, en la era Bajociense.

## Especies seleccionadas
- Skirroceras bayleanum  (Oppel, 1857) [3]
- Skirroceras macrum   (von Quenstedt) [4]
- Skirroceras leptogyrale  Buckman [5][6]